# Oddity
Oddity è un film horror del 2024 scritto e diretto da Damian Mc Carthy.

## Trama
Una sera, mentre il marito Ted Timmis, uno psichiatra, è al lavoro, Dani riceve la visita di Olin Boole, un paziente di Ted. Olin la avverte insistentemente che un uomo è entrato in casa sua e, dopo che la donna viene violentemente uccisa, la colpa ricade su di lui, che viene internato in un ospedale psichiatrico e ucciso misteriosamente a sua volta.
A un anno dalla morte di Dani, il marito Ted e la nuova fidanzata Yana ricevono la visita di Darcy, una medium cieca che gestisce un negozio dell'occulto a Cork, nonché sorella della donna uccisa. Darcy ha portato in regalo un grottesco manichino di legno e ha intenzione di trascorrere la serata al casolare, nonostante il fatto che Ted debba andare al lavoro. Rimasta sola con Yana, Darcy afferma che la sorella non è stata uccisa da Olin, bensì da Ivan, un ex paziente di Ted che ora lavora come inserviente all'ospedale psichiatrico. Mentre Darcy sonnecchia, Yana esamina il manichino, che crede aver visto cambiare posizione. All'interno di alcune cavità nella testa del fantoccio trova denti, capelli e una fiala di sangue, che Darcy le ordina bruscamente di rimettere a posto. Dopo aver avuto una visione di Dani che le intima di fuggire, Yana scappa via terrorizzata.
Avendo sentito le accuse della cognata, Ted torna a casa e affronta Darcy. La medium afferma di aver ucciso Olin per vendetta, ma di essersi accorta della sua innocenza interrogando l'occhio di vetro del presunto assassino grazie ai propri poteri paranormali. Darcy accusa Ted di aver organizzato l'omicidio della moglie e lo psichiatra nega tutto, affermando che le accuse della cognata non sono che deliri causati dal cancro al cervello che l'aveva privata dell'uso della vista anni prima. Per tranquillizzarla, si offre di metterla in contatto con il detective che aveva seguito le indagini, affinché le confermi che è stato Olin a uccidere Dani. Ted torna in ospedale con la promessa che l'agente di polizia l'avrebbe chiamata a breve, ma in realtà ha teso una trappola a Darcy: ha lasciato aperta una botola davanti al telefono e quando la donna va a rispondere alla chiamata vi cade dentro, ferendosi mortalmente. Ted manda Ivan al casolare per finire la cognata, ma l'uomo viene violentemente aggredito dal manichino, che Darcy ha aizzato contro di lui prima di morire. 
Al suo risveglio, Ivan scopre che Ted lo ha fatto internare nell'ospedale psichiatrico, dove gli scatena contro un paziente cannibale affinché non confessi mai la verità sul suo ruolo del duplice omicidio. Tornato a casa, Ted trova un pacchetto dal negozio della cognata: il regalo è un campanello da reception maledetto che, come Darcy gli aveva spiegato, evocherebbe il vendicativo fantasma di un facchino ucciso in servizio. Ted suona il campanello e, quando vede che non succede niente, ride beffardamente, senza accorgersi che lo spirito del facchino si è materializzato alle sue spalle.

## Produzione
Il film è stato girato nella regione di West Cork, riutilizzando il set del primo film di Mc Carthy, Caveat.

## Promozione
Il primo trailer è stato diffuso il 5 giugno 2024.

## Distribuzione
Il film è stato presentato in anteprima assoluta al South by Southwest l'8 marzo 2024, prima di essere distribuito negli Stati Uniti dal 19 luglio seguente e in Gran Bretagna e Irlanda dal 30 agosto successivo.

## Accoglienza

### Incassi
Il film ha incassato poco più di 1,4 milioni di dollari.

### Critica
Il film è stato accolto positivamente dalla critica. Sull'aggregatore di recensioni Rotten Tomatoes 113 critici esprimono un gradimento del 96%, con un voto medio di 7.5/10; su Metacritic il voto medio di 18 critici è di 78/100.

## Riconoscimenti
- 2024 - South by Southwest
  - Midnight Audience[11]